# Base Vanda
La base Vanda (en inglés:Vanda Station) fue una estación científica de Nueva Zelanda en la Antártida. Estaba ubicada en la costa del lago Vanda, cerca de la boca del río Onix en el valle Wright de la Tierra de Victoria. La base fue inaugurada el 9 de enero de 1968 y sus instalaciones fueron desmanteladas en el verano de 1994-1995.
Los cuatro edificios originales de la base fueron construidos en los veranos de 1967–1968 y 1968–1969, previo a la primera invernada por un equipo de 5 hombres desde enero al 19 de octubre de 1969. Otros equipos de invierno ocuparon la base en 1970 y 1974. Durante las temporadas de verano la Base Vanda estuvo ocupada hasta 1991. Los programas científicos principalmente fueron sobre: meteorología, hidrología, sismología, y magnetismo. La base fue administrada por el Department of Scientific and Industrial Research (DSIR), y recibió soporte logístico de la de la Base Scott ubicada en la isla Ross.
La base Vanda fue conocida por el The Royal Lake Vanda Swim Club. Los visitantes de la base participaban de una ceremonia en la que eran fotografiados cuando se bañaban desnudos en las aguas de alta salinidad del lago Vanda en verano.
En 1995 las preocupaciones ambientales por la operación de la base finalizaron con el cierre de la misma. Diversas actividades relacionadas con la ocupación de la base, incluyendo excavaciones, la construcción de edificios, los disturbios causados por los movimientos de vehículos, los depósitos del almacenamiento, los residuos y derrames accidentales, llevaron a tomar la decisión de cerrarla. Luego de su remoción, se realizó el análisis de las aguas del lago y de las algas por un cierto número de años para asegurar que el lago no fue contaminado por aguas negras y otros desechos.
En la Base Vanda se registró la temperatura más alta en la Antártida, que fue de 15 °C el 5 de enero de 1974.
Actualmente hay en el lugar una estación meteorológica automática, y desde 1994-1995 el refugio Lago Vanda (Lake Vanda Hut), que es periódicamente utilizado durante el verano por 2 a 8 investigadores.